# Парадокс ліфта
 Парадокс ліфта — парадокс, який вперше відзначили Марвін Стерн та Джордж Гамов, фізики, які працювали в офісах на різних поверхах багатоповерхової будівлі. Гамов, офіс якого розташовувався в нижній частині будівлі, помітив, що ліфт, що першим прибував на його поверх, найчастіше рухається вниз. Тоді як Стерн, офіс якого був у верхній частині будівлі, зауважив, що перший ліфт, який зупиняється на його поверсі, найчастіше йде вгору. 
На перший погляд, це створювало враження, що кабіни ліфта з'являлись в середині будівлі та вирушали вгору на дах і вниз в підвал, де демонтувались. Очевидно, що це було не так. Але як можна пояснити ці спостереження? 

## Моделювання роботи ліфта

Поруч з останнім поверхом ліфти, що рухаються вгору, спускаються невдовзі після того, як вони піднімуться.

Було зроблено декілька спроб (починаючи з Гамова та Стерна) проаналізувати причини цього явища. Основний аналіз простий, але більш детальний аналіз набагато складніший, ніж це здається на перший погляд. 
Якщо ви на верхньому поверсі будівлі, то всі ліфти будуть йти знизу (жоден не може йти зверху), а потім спускатися вниз. Якщо ж ви на передостанньому поверсі, то ліфт, який піднімається на верхній поверх, спочатку пройде вгору, а потім незабаром після цього — рухаючись вниз. Таким чином, в той час як кількість ліфтів що йдуть вгору і вниз рівна, ті що йдуть вниз зазвичай проходять невдовзі після тих що йдуть вгору (якщо ліфт не затримується на верхньому поверсі). І тоді першим, зазвичай, спостерігається ліфт, який йде вгору. Ліфт, який йде вниз, може спостерігатися першим, лише якщо починати спостереження в короткий проміжок часу після того, як ліфт пройшов угору. В інший час перший спостережуваний ліфт підніматиметься.

## В реальному світі
У справжніх будівлях наявні складні фактори, такі як тенденція в роботі ліфтів, коли вони часто потрібні на нульовому або першому поверсі, і повертаються туди, коли простоюють. Ці чинники призводять до зсуву частот спостережуваних прибувань, але не усувають парадокс повністю. Зокрема, користувач ближче до верхнього поверху спостерігатиме парадокс ще сильніше, оскільки ліфти нечасто присутні чи необхідні вище його поверху. 
Є й інші відмінності реальної будівлі. Наприклад, однобокий попит — коли всі хочуть спускатися вниз наприкінці робочого дня, пропуск повними ліфтами додаткових зупинок або вплив коротких поїздок, коли ліфт не діє. 

## У популярній культурі
Парадокс ліфта був згаданий Чарлі Ейпсом (Charlie Eppes) в телевізійному шоу Numb3rs в епізоді «Китайський ящик».  